# Apici (segle II)
Apici (Apicius) fou un personatge de l'imperi part que va ajudar l'emperador Trajà. Quan aquest es trobava a Pàrtia, alguns dies de la costa, li va enviar unes ostres agafades a la mar, conservades amb un procediment de la seva invenció, procediment que no s'ha conservat.
Segons l'obra Deipnosophistaí o El sopar dels erudits d'Ateneu de Nàucratis, Apici és el nom d'un cuiner que va trobar una manera d'envasar ostres fresques per enviar-les a l'emperador Trajà mentre estava de campanya a Mesopotàmia cap a l'any 115 dC. Si la informació és correcta, aquest és el tercer especialista en alimentació romà conegut que va rebre el nom d'Apici, el primer és l'amant del luxe Apici del segle I aC.